# Лопес-и-Планес, Алехандро Висенте
Алехандро Висенте Лопес-и-Планес (исп. Alejandro Vicente López y Planes; 3 мая 1785 — 10 октября 1856) — аргентинский писатель и политик. Занимал пост президента Объединенных провинций Рио-де-ла-Платы с 7 июля по 18 августа 1827 года. Автор текста гимна Аргентины. Похоронен на кладбище Реколета.